# 闻雪友
闻雪友（1940年9月14日—），浙江慈溪人。中国船舶工程学家和动力工程专家，中国工程院院士。

## 简历
1962年，毕业于上海交通大学。
曾任中国电工学会燃气轮机专业委员研究员，副主任委员。
现任中国船舶重工集团公司703研究所科学技术委员会研究员，主任。

## 学术
在舰船及工业燃气轮机的研究设计方面贡献突出。曾任中国首台航空改装大功率舰船用燃气轮机的技术负责人。曾负责中国第一台第二代舰船用燃气轮机的研制。现任新一代中国船用燃气轮机总设计师。其为中国舰船动力现代化作出重要贡献。
在热能动力工程方面亦有突出贡献。曾在国内率先研究建成双工质平行复合循环电站，并推广应用。现任863项目“10MW高温气冷反应堆”二期工程中一子项目总设计师。

## 荣誉
曾先后获得全国科学大会奖、国家科技进步奖、国防科学技术奖、军队科技进步奖、中船总公司科技进步奖等多项奖励。
2005年，当选为中国工程院院士。